# Little Green Men (The X-Files)
«Little Green Men» es el primer episodio de la segunda temporada de la serie de televisión de ciencia ficción The X-Files. Se estrenó en la cadena Fox el 16 de septiembre de 1994 en Estados Unidos. El episodio fue escrito por Glen Morgan y James Wong, y dirigido por David Nutter. El episodio ayudó a explorar la mitología general de la serie. «Little Green Men» obtuvo una calificación Nielsen de 10,3, siendo visto por 9,8 millones de hogares en su emisión inicial. El episodio recibió críticas en gran parte positivas de los críticos.
El programa se centra en los agentes especiales del FBI Fox Mulder (David Duchovny) y Dana Scully (Gillian Anderson) que trabajan en casos vinculados a lo paranormal, llamados expedientes X. Mulder cree en lo paranormal, mientras que a la escéptica Scully se le asignó la tarea de desacreditar su trabajo. En el episodio, Mulder va al Observatorio de Arecibo en Puerto Rico para continuar su búsqueda de pruebas sobre vida extraterrestre. Mientras tanto, Scully intenta ayudarlo después de separarse tras el cierre de los expedientes X.
«Little Green Men» fue escrito específicamente para que Mulder cuestionara su creencia en los extraterrestres. El episodio presenta la primera aparición de un extraterrestre, porque el creador de la serie Chris Carter sintió que era hora de revelar uno. Además, el episodio presenta al personaje del senador Richard Matheson. Matheson recibió su nombre del escritor de ciencia ficción y terror Richard Matheson, quien escribió muchos episodios de The Twilight Zone.

## Argumento
En el prólogo del episodio, Fox Mulder narra una historia del programa Voyager de la NASA y el desaparecido estudio de microondas de alta resolución, que trató de ponerse en contacto con vida extraterrestre en el espacio exterior. En el observatorio abandonado del proyecto en Arecibo, Puerto Rico, el equipo interno se activa repentinamente, lo que indica una respuesta de una inteligencia extraterrestre.
Desde el cierre de los expedientes X, el FBI ha reasignado a Mulder a escuchas telefónicas de bajo nivel, mientras que su expareja, Dana Scully, ha vuelto a enseñar en la Academia del FBI. Los dos tienen una reunión discreta en el estacionamiento del hotel Watergate, donde Mulder admite que ha estado dudando de su creencia en lo paranormal desde el asesinato de Garganta Profunda. Mulder recuerda la noche de la abducción de su hermana, Samantha.
Mulder es convocado a una reunión con Richard Matheson, un senador de los Estados Unidos que es un patrocinador de su trabajo. Matheson dirige a Mulder a Arecibo, asegurándole al agente que intentará detener a un equipo militar de recuperación de ovnis que se dice que se dirigirá allí en veinticuatro horas. Mulder llega a la estación de Arecibo, donde encuentra a un puertorriqueño asustado, Jorge, que hace un dibujo de un extraterrestre que dice haber visto. Mientras tanto, Scully, sin saber el paradero de Mulder, trata de encontrarlo. Al revisar una lista de vuelos desde Washington, Scully rastrea a Mulder hasta Puerto Rico.
Mulder descubre una señal, posiblemente originada por una inteligencia extraterrestre. Durante una tormenta, Jorge se asusta y sale corriendo. Mulder lo encuentra muerto de miedo unas horas después. Cuando Scully va a un aeropuerto para volar a Puerto Rico, se da cuenta de que está siendo rastreada por una pareja, pero logra escapar de ellos. Mientras tanto, mientras Mulder investiga el cadáver de Jorge, la habitación tiembla. La puerta se abre y aparece la figura sombría de un extraterrestre. Scully despierta a Mulder a la mañana siguiente y lo encuentra emocionado por las lecturas y cintas de las señales, la prueba de los extraterrestres que ha buscado durante tanto tiempo. Sin embargo, llega el equipo militar, lo que los obliga a huir con solo un carrete de cinta.
A su regreso a Washington, Mulder es amonestado por el subdirector Walter Skinner y el fumador por sus acciones. Mulder afirma que todavía tenía suficiente evidencia con los días perdidos para procesar al sujeto de su intervención telefónica asignada, y que sus propias llamadas telefónicas estaban siendo monitoreadas. Skinner luego exige que el fumador salga de la habitación y decide no disciplinar a Mulder. Al investigar el carrete de cinta, Mulder lo encuentra en blanco debido a una subida de tensión durante la tormenta, pero se compromete a continuar con su trabajo a pesar de todo.

## Producción

### Escritura y reparto

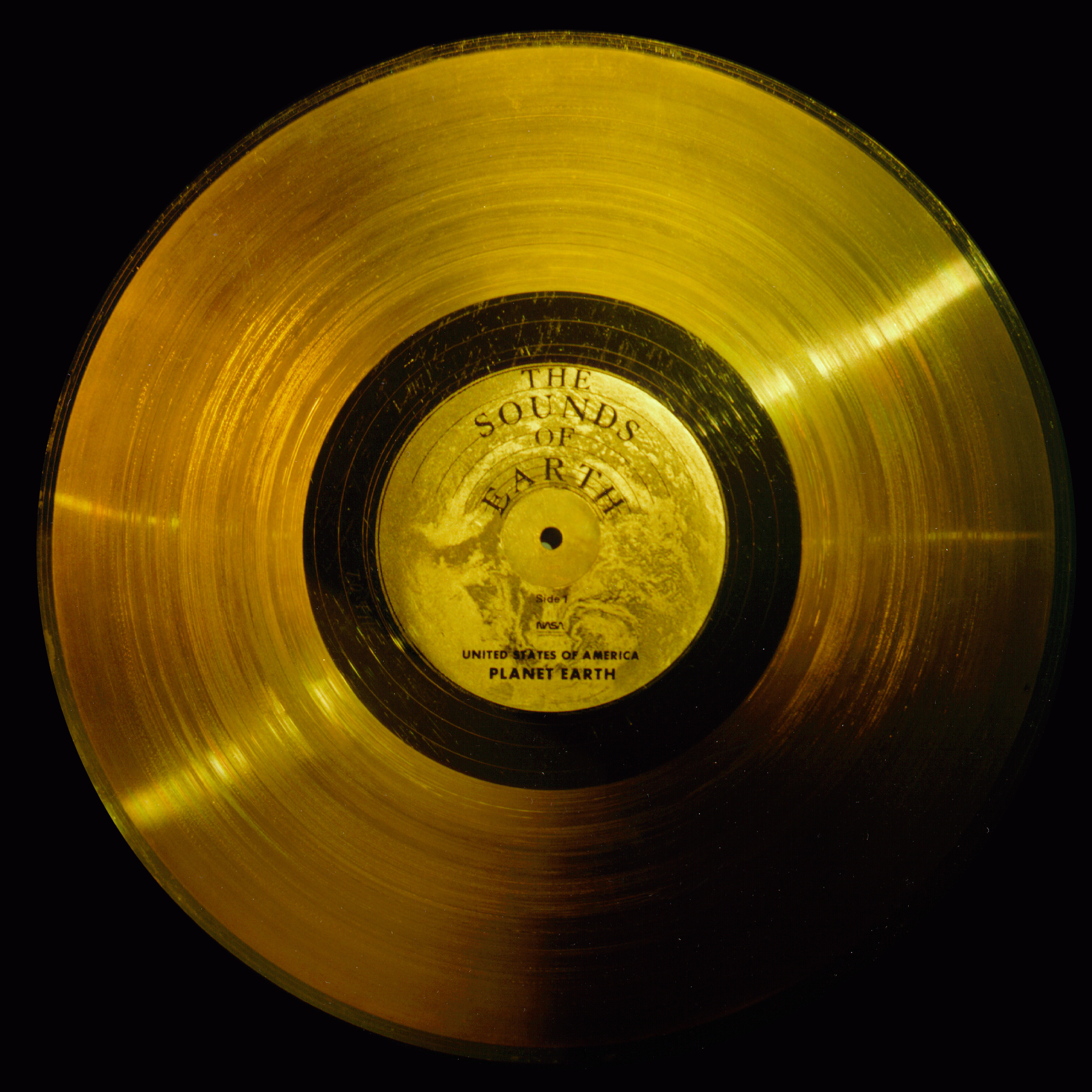
El episodio contiene numerosas referencias al programa Voyager y, más específicamente, al disco de oro de las Voyager.

Este episodio fue escrito por Glen Morgan y James Wong y dirigido por David Nutter. Originalmente, se suponía que el estreno de la segunda temporada sería escrito por el creador de la serie Chris Carter. En el borrador de esta versión, Mulder habría sido enviado a Moscú. Carter, sin embargo, asignó el episodio a Morgan y Wong, y la historia cambió en consecuencia. Antes de trabajar en The X-Files, Morgan había escrito un guion con el mismo nombre que este episodio sobre un hombre que va a un telescopio ubicado en Chile. El guion nunca se convirtió en un producto terminado, pero a Morgan le gustaron varios elementos, por lo que canibalizó partes para «Little Green Men». El episodio fue escrito específicamente para que Mulder se cuestionara a sí mismo y sus creencias, y según Morgan y Wong, uno de los temas principales del episodio es «la idea de que todos tenemos que luchar contra nuestros propios hombrecitos verdes y seguir».
El Senador Matheson recibió su nombre del escritor de ciencia ficción y terror Richard Matheson, quien escribió muchos episodios de The Twilight Zone. Matheson originalmente iba a recitar el monólogo de apertura del episodio. Darren McGavin, de Kolchak: The Night Stalker, fue la primera opción de los directores de casting para el papel, pero no pudieron elegirlo. (Más tarde se buscó a McGavin para que fuera el padre de Mulder, pero nuevamente eludió al personal. Al final, McGavin finalmente accedió a aparecer en el programa durante su quinta temporada; fue presentado por primera vez en el episodio «Travelers» como Arthur Dales, el agente que fundó los expedientes X.) Luego, Matheson fue interpretado por Raymond J. Barry.

### Rodaje
Durante la filmación, la Plaza de las Naciones se duplicó para el Aeropuerto de Miami. En el aeropuerto, Scully finge leer el ficticio Miami Post Tribune, pero una inspección más cercana revela que en realidad está leyendo la página «Facts And Arguments» del periódico nacional de Canadá, The Globe and Mail. El manifiesto de vuelo que Scully está escaneando en busca de Mulder es una lista de fanáticos de X-Files. Las escenas puertorriqueñas se filmaron en el bosque de demostración Seymour en el distrito de Vancouver Norte. Según el productor J.P. Finn, fue una lucha para el programa hacer que el Gran Vancouver se asemeje a una isla tropical de Puerto Rico, y que «si miras de cerca, verás pinos en el fondo». Gillian Anderson reveló en Late Night with Conan O'Brien que cuando ella y Duchovny estaban filmando la escena final escapando del equipo militar, los actores que representaban a los soldados tenían que fingir que disparaban sus armas, por lo que crearon sus propios efectos de sonido, lo que provocó que el elenco y el equipo se rieran «histéricamente».
El episodio marca la primera visualización de la abducción de Samantha por extraterrestres. Aunque hay discrepancias entre la descripción de su abducción en este episodio y la descripción de Mulder tanto en «Pilot» como en «Conduit», Carter ha atribuido esto a la falta de fiabilidad de los recuerdos inducidos por la hipnosis de Mulder. El episodio también presenta la primera aparición de extraterrestres vivos, ya que Carter pensó que sería un buen momento para revelarlos. La imagen del extraterrestre se estiró en la posproducción para que pareciera más alta y delgada. Los escritores del episodio investigaron varios informes de abducidos y teorías de conspiración para obtener la sensación correcta del episodio y hacer que los extraterrestres parezcan realistas y no demasiado «fantasiosos». El episodio hace varias menciones al programa Voyager y a los discos de oro de las Voyager; por ejemplo, mientras están en la oficina del senador Matheson, Mulder y Matheson escuchan el Concierto de Brandenburgo N.° 2 en F. Primer Movimiento. que es la primera pieza musical del disco Voyager. Además, el episodio se basa en gran medida en las menciones del programa SETI, el nombre colectivo de una serie de actividades que la gente emprende para buscar vida extraterrestre inteligente. Morgan explicó más tarde: «Siempre quise hacer algo con los antecedentes de SETI. Espero que los niños en la escuela revisen SETI, porque era un hecho en cuanto a lo que existe».

## Recepción
«Little Green Men» se estrenó en la cadena Fox el 16 de septiembre de 1994. Este episodio obtuvo una calificación Nielsen de 10,3, con una participación de 19, lo que significa que aproximadamente el 10,3 por ciento de todos los hogares equipados con televisión y el 19 por ciento de los hogares que miraban televisión sintonizaron el episodio. Fue visto por 9,8 millones de hogares. Además, el episodio ganó su período de tiempo entre el grupo de clasificación de edades de 18 a 49 «amigable para los anunciantes».

### Reseñas
El episodio obtuvo una recepción muy positiva por parte de los críticos. Entertainment Weekly escribió que el episodio «representa poderosamente tanto la sensación de derrota de Mulder como su vínculo con Scully, extrañamente fortaleciéndose con la separación» antes de concluir que el episodio fue «bastante estándar». El sitio finalmente le dio al episodio una B. El crítico Zack Handlen de The A.V. Club comparó y contrastó positivamente el episodio con la caricatura Scooby-Doo, Where Are You!, escribiendo, «Solía ser un gran fanático de Scooby Doo. [...] Por supuesto, ninguno de [los villanos] eran realmente monstruos. [...] The X-Files explotó una simple verdad: todos queremos creer. Puede que tengamos miedo de lo que acecha en la oscuridad, pero ¿no hay siempre un poco de deseo dentro de ese miedo? Una esperanza de que lo que creemos que sabemos no es todo lo que hay que saber. Que solo una vez podría ser bueno alcanzar una cremallera y en su lugar encontrar nada más que escamas geniales». Handlen finalmente llamó al episodio «esencial». El crítico Dan Barrett de The 400 Club escribió que «The X-Files ha tenido un muy buen comienzo con la apertura de esta segunda temporada». Bob Curtright, escribiendo para Los Angeles Daily News, calificó el episodio como «un fascinante escalofriante sobre el contacto potencial desde el espacio exterior». Comparó el episodio positivamente con Close Encounters of the Third Kind y señaló que el episodio fue «tanto aterrador como maravilloso» y «no ofreció respuestas fáciles que pudieran tender a arruinar la credibilidad». Robert Shearman y Lars Pearson, en su libro Wanting to Believe: A Critical Guide to The X-Files, Millennium & The Lone Gunmen, calificaron el episodio con cinco estrellas de cinco, y escribieron que el episodio no era «lo que los fanáticos estaban esperando, y su reputación no es muy buena. Pero creo que esta pequeña toma inteligente y claustrofóbica, que hace tanto no solo para actualizar el programa sino también para analizar de qué se trata realmente, es una de las mejores».